# مقاطعة واشنطن (تينيسي)
مقاطعة واشنطن هي مقاطعة في تينيسي، بلغ عدد سكانها 122٬979  نسمة، في 2010، عاصمتها جونزبورو، تبلغ مساحتها 855 كيلومتر مربع.

## الموقع
تشترك في الحدود مع:
- مقاطعة سوليفان (تينيسي).